# Colin Wilson (ishockeyspelare)
Colin Wilson, född 20 oktober 1989, är en amerikansk före detta professionell ishockeyspelare som spelade elva säsonger i National Hockey League (NHL) för Nashville Predators och Colorado Avalanche.
Han draftades som sjunde spelare i första rundan av Predators vid NHL Entry Draft 2008.
1 juli 2017 trejdades han till Colorado Avalanche i utbyte mot ett draftval i fjärde rundan 2019.

## Statistik

### Klubbkarriär
| 2005–06    | U.S. NTDP U17       | USDP       | 15  | 9   | 7   | 16  | 2   | —  | —  | —  | —  | — |
| 2005–06    | U.S. NTDP U18       | USDP       | 16  | 2   | 4   | 6   | 8   | —  | —  | —  | —  | — |
| 2005–06    | U.S. NTDP U18       | NAHL       | 34  | 10  | 11  | 21  | 10  | 7  | 1  | 0  | 1  | 8 |
| 2006–07    | U.S. NTDP U18       | USDP       | 41  | 19  | 31  | 50  | 32  | —  | —  | —  | —  | — |
| 2006–07    | U.S. NTDP U18       | NAHL       | 15  | 11  | 13  | 24  | 21  | —  | —  | —  | —  | — |
| 2007–08    | Boston University   | HE         | 37  | 12  | 23  | 35  | 22  | —  | —  | —  | —  | — |
| 2008–09    | Boston University   | HE         | 43  | 17  | 38  | 55  | 52  | —  | —  | —  | —  | — |
| 2009–10    | Milwaukee Admirals  | AHL        | 40  | 13  | 21  | 34  | 19  | —  | —  | —  | —  | — |
| 2009–10    | Nashville Predators | NHL        | 35  | 8   | 7   | 15  | 7   | 6  | 0  | 1  | 1  | 0 |
| 2010–11    | Nashville Predators | NHL        | 82  | 16  | 18  | 34  | 17  | 3  | 0  | 0  | 0  | 0 |
| 2011–12    | Nashville Predators | NHL        | 68  | 15  | 20  | 35  | 21  | 4  | 1  | 0  | 1  | 0 |
| 2012–13    | Nashville Predators | NHL        | 25  | 7   | 12  | 19  | 4   | —  | —  | —  | —  | — |
| 2013–14    | Nashville Predators | NHL        | 81  | 11  | 22  | 33  | 21  | —  | —  | —  | —  | — |
| 2014–15    | Nashville Predators | NHL        | 77  | 20  | 22  | 42  | 22  | 6  | 5  | 0  | 5  | 0 |
| 2015–16    | Nashville Predators | NHL        | 64  | 6   | 18  | 24  | 14  | 14 | 5  | 8  | 13 | 0 |
| 2016–17    | Nashville Predators | NHL        | 70  | 12  | 23  | 35  | 18  | 14 | 2  | 2  | 4  | 2 |
| 2017–18    | Colorado Avalanche  | NHL        | 56  | 6   | 12  | 18  | 6   | 6  | 0  | 1  | 1  | 0 |
| 2018–19    | Colorado Avalanche  | NHL        | 65  | 12  | 15  | 27  | 8   | 12 | 4  | 4  | 8  | 2 |
| 2019–20    | Colorado Avalanche  | NHL        | 9   | 0   | 4   | 4   | 0   | —  | —  | —  | —  | — |
| NHL totalt | NHL totalt          | NHL totalt | 632 | 113 | 173 | 286 | 138 | 65 | 17 | 16 | 33 | 4 |

### Internationellt
| År            | Lag           | Turnering     | Resultat      |    | Matcher | Mål | Assist | Poäng | Utv |
| ------------- | ------------- | ------------- | ------------- | -- | ------- | --- | ------ | ----- | --- |
| 2006          | USA           | U17           | 2             | 6  | 6       | 2   | 8      | 2     |     |
| 2006          | USA           | U18           | 1             | 6  | 0       | 1   | 1      | 8     |     |
| 2007          | USA           | U18           | 2             | 7  | 5       | 7   | 12     | 4     |     |
| 2008          | USA           | JVM           | 4:a           | 6  | 6       | 1   | 7      | 4     |     |
| 2009          | USA           | JVM           | 5:a           | 6  | 3       | 6   | 9      | 4     |     |
| 2009          | USA           | VM            | 4:a           | 9  | 0       | 2   | 2      | 2     |     |
| Junior totalt | Junior totalt | Junior totalt | Junior totalt | 25 | 14      | 15  | 29     | 20    |     |
| Senior totalt | Senior totalt | Senior totalt | Senior totalt | 9  | 0       | 2   | 2      | 2     |     |